# 民主正義人民戦線
民主正義人民戦線（みんしゅせいぎじんみんせんせん、ティグリニャ語: ህዝባዊ ግንባር ንደሞክራስን ፍትሕን, ህግደፍ、阿: الجبهة الشعبية للديمقراطية والعدالة、伊: Fronte Popolare per la Democrazia e la Giustizia、略称：PFDJ）は、エリトリアにおける唯一の法的な政党である。旧称はエリトリア人民解放戦線。

## 党史
エチオピアからのエリトリア独立を目指し1958年に結成されたエリトリア解放戦線（ELF）から1970年代初頭に分離・結成したエリトリア人民解放戦線（EPLF）がエリトリアの独立後、武装組織から政党へと改組する過程で、1994年2月に現在の名称へと改称した。EPLF時代からのマルクス主義・共産主義的政策を受け継いでおり、国内の他政党や反体制派、マスコミを弾圧して独立以来一貫して政権の座を保つなど、強固な一党独裁制を敷き、複数政党を容認するすべての政党を非合法化している。
独立してからは事実上、初代大統領のイサイアス・アフェウェルキ元書記長による個人政党になっており、欧米を中心とする諸外国から民主化と複数政党制の導入を迫られるなど、内外から批判されている。

## 歴代代表
書記長
- イサイアス・アフェウェルキ (1994年 - 1995年)
- ペトロス・ソロモン（1995年 - 1997年）
- アル・アミン・モハメド・サイド（1997年 - ）